# اچ‌ام‌اس هلیفکس (۱۸۰۶)
اچ‌ام‌اس هلیفکس (۱۸۰۶) (به انگلیسی: HMS Halifax (1806)) یک کشتی بود که طول آن ۱۰۶ فوت (۳۲٫۳ متر) بود. این کشتی در سال ۱۸۰۶ ساخته شد.